# إيفور ريتشارد
إيفور ريتشارد هو دبلوماسي ومحامي وسياسي بريطاني، ولد في 30 مايو 1932 في Betws, Carmarthenshire ‏ في المملكة المتحدة، وتوفي في 18 مارس 2018. نشط حزبياً في حزب العمال.

## مناصب
- انتخب عضو مجلس اللوردات  [لغات أخرى]‏ (14 مايو 1990 – 18 مارس 2018).
- انتخب ممثل الجمعية البرلمانية لمجلس أوروبا [الإنجليزية]‏ لترشحه ضمن قائمة المملكة المتحدة، (2 مايو 1966 – 1 مايو 1968).
- انتخب نائب عن الجمعية البرلمانية لمجلس أوروبا  [لغات أخرى]‏ لترشحه ضمن قائمة المملكة المتحدة، (27 سبتمبر 1965 – 1 مايو 1966).
- في الانتخابات العامة في المملكة المتحدة 1964 [الإنجليزية]‏، انتخب عضو البرلمان الثالث والأربعون للمملكة المتحدة ‏ عن دائرة Barons Court (UK Parliament constituency) [الإنجليزية]‏ وقد انضم خلال فترته النيابية ‏ (15 أكتوبر 1964 – 10 مارس 1966) للكتلة البرلمانية حزب العمال.
- في الانتخابات العامة في المملكة المتحدة 1966 [الإنجليزية]‏، انتخب عضو البرلمان الرابع والأربعون للمملكة المتحدة ‏ عن دائرة Barons Court (UK Parliament constituency) [الإنجليزية]‏ وقد انضم خلال فترته النيابية ‏ (31 مارس 1966 – 29 مايو 1970) للكتلة البرلمانية حزب العمال.
- في الانتخابات العامة في المملكة المتحدة 1970، انتخب عضو البرلمان الخامس والأربعون للمملكة المتحدة  [لغات أخرى]‏ عن دائرة Barons Court (UK Parliament constituency) [الإنجليزية]‏ وقد انضم خلال فترته النيابية ‏ (18 يونيو 1970 – 8 فبراير 1974) للكتلة البرلمانية حزب العمال.
- انتخب عضو المجلس الخاص بالمملكة المتحدة  [لغات أخرى]‏.
- انتخب الممثل الدائم للمملكة المتحدة لدى الأمم المتحدة (2 يونيو 1974 – 21 ديسمبر 1979).
- انتخب زعيم معارضة (18 يوليو 1992 – 2 مايو 1997).
- انتخب زعيم مجلس اللوردات [الإنجليزية]‏ (2 مايو 1997 – 27 يوليو 1998).
- انتخب المفوض الأوروبي للوظائف والحقوق الاجتماعية [الإنجليزية]‏ (6 يناير 1981 – 5 يناير 1985).

## وصلات خارجية
- إيفور ريتشارد على موقع مونزينجر (الألمانية)